# Icke-positiva tal
De icke-positiva talen är mängden av alla tal som inte är positiva. Det innefattar alla negativa tal och talet noll (0).
Mängden av alla icke-positiva tal skiljer sig från mängden av alla negativa tal, i den bemärkelsen att mängden av de negativa talen inte innefattar 0. Noll självt är varken positivt eller negativt.